# Khanat Talysch

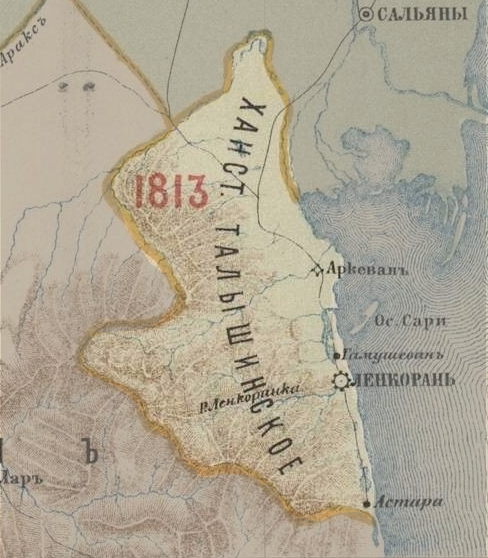
Das Khanat Talysch auf einer historischen Karte von 1901

Das Khanat Talysch war ein Staat im heutigen Aserbaidschan, der von 1747 bis 1826 existierte. Die Hauptstadt des Khanats war Lənkəran. Der Staat lag im südöstlichen Teil Aserbaidschans am Kaspischen Meer. Die Nordgrenze bildete der Fluss Bolqarchay sowie Teile des Mündungsgebietes des Flusses Kura.

## Geschichte
Als während der Unruhen in Persien in den 1720er Jahren die Safawiden nach Norden flohen, ließen sich auch einige von ihnen im Gebiet von Talysch nieder. Das Gebiet wurde 1722 von Russland erobert. Als es 1736 an Persien unter Nadir Schah zurückgegeben wurde, wurde der Safawide Seyid Abbas Herrscher über die Provinz Talysch. Als Nadir Schah 1747 starb, wurde das Khanat unabhängig.
Schon 1747 starb Seyid Abbas, und ihm folgte sein Sohn Qara (auch Jamaladdin). Er vergrößerte das Heer und zentralisierte den Staat, indem er den Feudalfürsten das Land nahm und die Hauptstadt von Astara nach Lənkəran verlegte. Er verfolgte eine an Russland orientierte Politik, was die Herrscher Persiens störte, besonders Hidayat vom Khanat Gilan. 1768 griff dieser Talysch an. Gegen Hidayat bat Qara bei Khan Fath Ali vom Khanat Quba um Hilfe. Dieser schlug Hidayat gemeinsam mit anderen Khanaten, doch wurde Talysch ein Teil des Khanats Quba. Erst 1789 konnte es seine Unabhängigkeit zurückerlangen.
1794 führte Aga Mohammed Khan Qajar aus Persien eine Expedition ins nördliche Aserbaidschan. Nachdem Talysch sich einem Bündnis mit Persien gegen Russland verweigerte, wurde es 1795 von Persien angegriffen. Da die Armee dem Angriff nicht standhalten konnte, rief Khan Mir Mustafa den russischen General Gudovich um Schutz an. Katharina II. schickte Truppen zum Schutz, doch diese wurden nach ihrem Tod 1796 von Pavel I. wieder abgezogen. Erst 1802 wurde Talysch russisches Protektorat.
Infolge des Russisch-Persischen Krieges zwischen 1804 und 1813 wurde Lənkəran 1809 von den Persern eingenommen. Nach einer kurzen Belagerung unter Pyotr Kotlyarevsky wurde die Stadt am 1. Januar 1813 erneut von den Russen eingenommen. Im selben Jahr wurde das Khanat nach Abschluss des Vertrags von Gulistan Teil des russischen Reiches.
Nach dem Tod Khans Mir Hasan 1826 wurde das Khanat aufgelöst.

## Herrscherliste
- 1747 Sa`id `Abbas
- 1747–1786 Qara
- 1786–1814 Mir Mustafa
- 1814–1826 Mir Hasan

## Wirtschaft
Nachdem Lənkəran Hauptstadt des Khanats geworden war, entwickelte es sich zu einer wichtigen Handelsstadt in der Region. Unter Khan Qara wurden viele Handwerker nach Lənkəran gerufen und die Stadt ausgebaut, so wurden zwei Bazare errichtet.

## Rezeption
In den 2010er Jahren haben regimetreue aserbaidschanische Historiker die Existenz des Khanats Talysch vermehrt infrage gestellt. Hintergrund ist eine erstarkende talysche Autonomiebewegung in der Tradition der Autonomen Talysch-Mugan-Republik.